# Sabine Schmitz
Sabine Schmitz, född 14 maj 1969 i Adenau, Västtyskland, död 16 mars 2021 i Trier, Tyskland, var en tysk professionell racerförare för BMW och Porsche och TV-personlighet.

## Biografi

### Karriär
Sabine Schmitz växte upp 300 meter ifrån racerbanan Nürburgring i Nürburg. Redan i tidig ålder började hon intressera sig för bilar och racing och övade sin körning genom att köra runt Nordschleife. Även hennes två systrar var intresserade av racing, men Sabine var den enda som satsade på en karriär inom motorsporten. Schmitz tog hem ett flertal CHC- och VLN-segrar under 1990-talet. Hon vann Nürburgring 24-timmars både 1996 och 1997 och blev därmed den första kvinnan att vinna tävlingen. Det beräknas att hon kört den 20 kilometer långa Nürburgring mer är 20 000 gånger med sin BMW ”Ring taxi”.
Schmitz blev känd som "världens snabbaste taxichaufför" när hon körde passagerare i en BMW M5 runt Nürburgring. Detta blev startskottet för Schmitzs TV-karriär. Hon har lett motorprogrammet D Motor i tysk TV och har även medverkat i en rad brittiska TV-program, bland annat Jeremy Clarkson: Meets the Neighbours och Fifth Gear. Schmitz är dock kanske mest känd för sin medverkan i BBC:s Top Gear, där hon gjorde ett par gästframträdanden i säsong 5 (2004) och säsong 6, samt ledde programmet säsongerna 23-25 (2016-2020). Hon har sedermera gjort ytterligare några gästframträdanden i programmet.

### Privatliv
Schmitzs föräldrar var restaurangägare. Schmitz är utbildad inom hotell- och cateringverksamhet och sommelier. Hon var tidigare gift med en hotellägare, från vilken hon skilde sig 2000. Mellan 2000 och 2003 ägde hon en restaurang med namnet Fuchsröhre i Nürburg, döpt efter en del av Nürburgring. Schmitz var också en kvalificerad helikopterpilot.
Schmitz gifte sig med den tyske racerföraren Klaus Abbelen 2007.
I juli 2020 avslöjade Schmitz i ett inlägg på Facebook att hon lidit av bröstcancer sedan 2017. Schmitz avled till följd av sjukdomen 16 mars 2021, 51 år gammal.